# Відра (Арад)
Відра (рум. Vidra) — село у повіті Арад в Румунії. Входить до складу комуни Вирфуріле.
Село розташоване на відстані 350 км на північний захід від Бухареста, 93 км на схід від Арада, 96 км на південний захід від Клуж-Напоки, 117 км на північний схід від Тімішоари.

## Населення
За даними перепису населення 2002 року у селі проживали 296 осіб, усі — румуни. Усі жителі села рідною мовою назвали румунську.